# Sanja Damnjanović
Sanja Damnjanović, née le 25 mai 1987 à Belgrade est une handballeuse internationale serbe évoluant au club hongrois de Siófok KC depuis 2017.

## Biographie
À l'intersaison 2015, elle quitte Viborg pour rejoindre le Vardar Skopje.
Après deux saisons en Macédoine, elle s'engage avec le club hongrois du Siófok KC.

## Palmarès

### En club
compétitions internationales 
- vainqueur de la coupe d'Europe des vainqueurs de coupe en 2014 (avec Viborg HK)
- Finaliste de la Ligue des champions en 2017 ; 3e place en 2016 (avec ŽRK Vardar Skopje)

compétitions nationales
- championne de Serbie en 2008 avec HC Naisa Niš et en 2010 et 2011 (avec ŽRK Zaječar)
- championne de Slovénie en 2009 (avec Rokometni Klub Krim)
- championne de Croatie en 2012 et 2013 (avec ŽRK Podravka Koprivnica)
- championne du Danemark en 2014 (avec Viborg HK)
- championne de Macédoine en 2016, 2017 (avec ŽRK Vardar Skopje)
- vainqueur de la Coupe de Slovénie en 2009 (avec Rokometni Klub Krim)
- vainqueur de la Coupe du Danemark en 2014 (avec Viborg HK)
- vainqueur de la Coupe de Macédoine en 2016, 2017 (avec ŽRK Vardar Skopje)

### En sélection
championnat du monde
- vice-championne du monde en 2013 en Serbie avec la Serbie[5]

championnat d'Europe
- 4e du championnat d'Europe en 2012 en Serbie avec la Serbie[6]

### Distinctions individuelles
- Élue meilleure arrière gauche du Championnat d'Europe 2012 en Serbie[7]
- Élue meilleure arrière gauche du Championnat du monde 2013 en Serbie[8]